# Argyre Planitia
Argyre Planitia é uma planície localizada na bacia de impacto de Argyre, nos planaltos meridionais de Marte. Esse nome foi primeiramento usado em um mapa de Giovanni Schiaparelli em 1877; e se refere a Argyre, uma mítica ilha de prata na mitologia grega.
Argyre se localiza entre os -35 e -61 graus de latitude sul e entre 27 e 62 graus de longitude oeste, centrada nas coordenadas 49.7 S, 316.0 L. A largura dessa bacia é de aproximadamente 1800 quilometros, e é tida como a segunda maior bacia marciana após Hellas Planitia, atingindo em seu ponto mais baixo 5,2 km abaixo das planícies circundantes.
Essa bacia foi possívelmente formada  por um grande impacto durante o intenso bombardeamento tardio, pelo qual passou o sistema solar há aproximadamente 3.9 bilhões de anos, sendo talvez uma das mais bem preservadas bacias de impacto desse hipotético evento. Argyre é rodeada por maciços enrugados que formam padrões concentricos e radiais ao redor da bacia. Há várias cadeias de montanhas no local, como Charitum e Nereidum.
Quatro grandes canais da época Noachiana fluem radialmente até a bacia. Três desses canais (Surius Valles, Dzígai Valles, e Palacopas Valles) fluem em direção a Argyre a partir do sul e do leste passando pelas montanhas da borda. O quarto Uzboi Vallis, aparenta ter fluido da borda norte da bacia em direção à Chryse Planitia, tendo talvez drenado um lago de gelo em fusão. Um canal menor chamado Nia Valles aparenta ser mais recente, tendo provavelmente sido formado durante o período  Amazoniano tardio, após o fim de uma era com maior abundancia de rios e lagos.
O solo original da bacia está coberto por um material que aparenta ser sedimento de um antigo lago. Nenhum anel interno é visível, no entanto maciços isolados junto à bacia podem ser remanescentes de um anel interior.
Essa formação circular é a região antípoda de Utopia Planitia.
A cratera Galle, localizada na borda oriental de Argyre nas coordenadas 51°S, 31°O, lembra em muito uma face sorridente.